# Премія YUNA за особливі досягнення в музиці
«YUNA» — щорічна українська щорічна національна професійна музична премія, заснована у 2011 році. Премія за особливі досягнення у музиці вручається з найпершої церемонії вручення, на якій вшановувалися досягнення у музиці за 1991—2011 роки, але є нерегулярною. На відміну від інших номінацій, вона є не конкурсною, а почесною. Лауреата премії оголошують не на церемонії вручення премії, а на церемонії оголошення номінантів, що на декілька місяців передує їй.

## 1991—2021

### 1991–2011
- Софія Ротару[1]

### 2012
- Вєрка Сердючка[2]

### 2013
- Скрябін[3]

### 2017
- Брати Гадюкіни[4]

### 2021
- Тіна Кароль